# Adolfsbrug
De Adolfsbrug (Luxemburgs: Adolphe-Bréck, Frans: Pont Adolphe, Duits: Adolphe-Brücke) verbindt de wijk Gare met het centrum van Luxemburg-stad.
De brug is vernoemd naar hertog Adolf van Luxemburg en is een nationaal symbool voor het land.
De brug wordt ook wel de Nieuwe Brug (Luxemburgs: Nei Bréck, Frans: Nouveau pont, Duits: Neue Brücke) genoemd door inwoners van de stad. De Oude Brug is dan de Passerelle uit 1861.
De bouw duurde van 1900 tot 1908. Toen de brug klaar was, was deze de grootste stenen boogbrug ter wereld. De brug overspant een ravijn, waarin ook de Pétrusse stroomt. Sinds de laatste renovatie van 2014-2017 hangt onder het brugdek een aparte brug voor voetgangers en fietsers, die aan beide landhoofden uitmondt in een T-splitsing.

## Specificaties
- Lengte: 153 meter
- Spanwijdte grootste boog: 84,55 meter

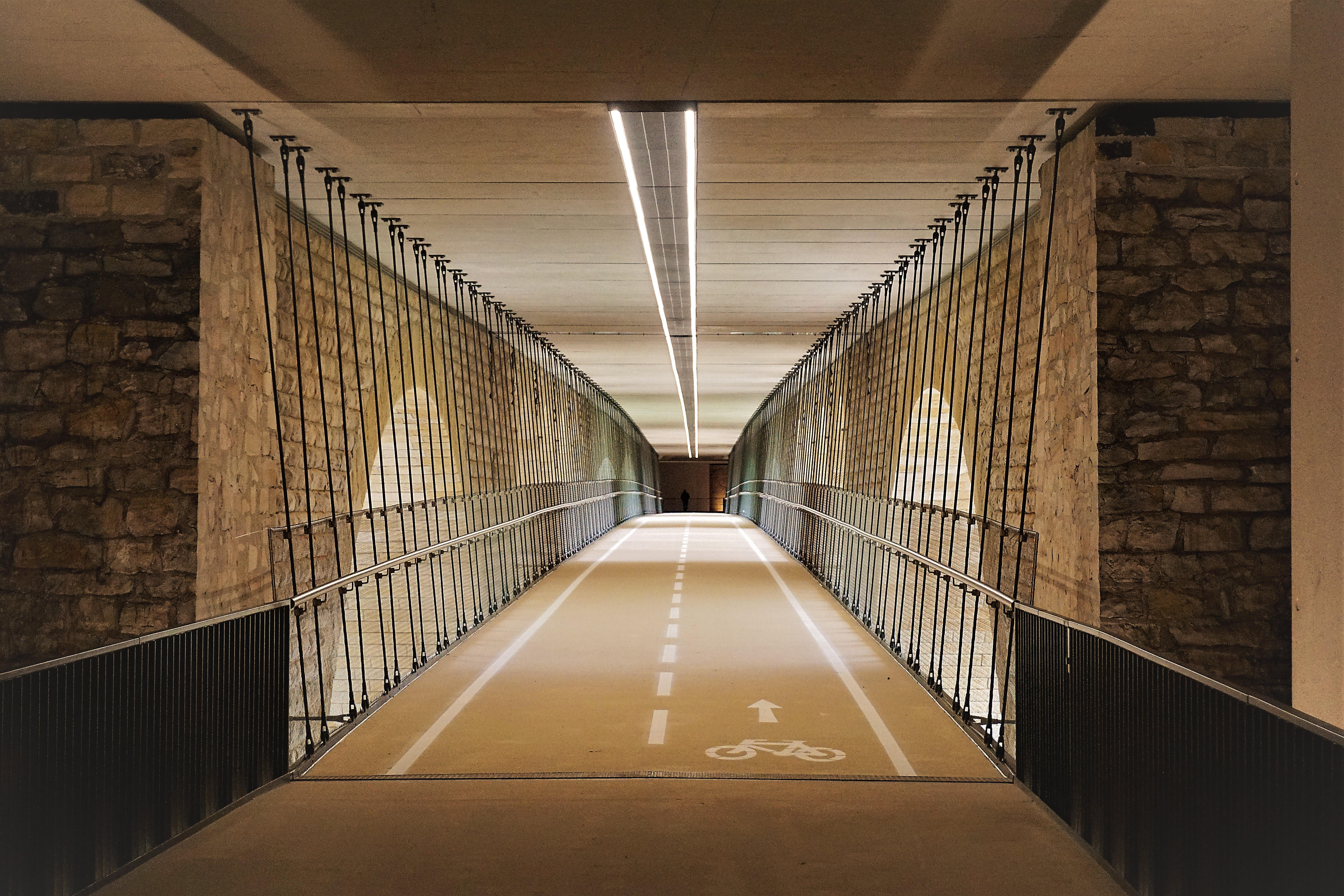
De nieuwe fiets- en voetgangersbrug onder het brugdek

- Hoogte 42 meter
- Breedte: 17,2 meter